# 沙烏地阿拉伯LGBT權益
沙特阿拉伯的女同性恋者、男同性恋者、双性恋者、跨性别者（LGBT）权益由于宗教、人文等种种因素，正遭受着严重的打压，LGBT群体受到迫害，而沙特阿拉伯政府也从未承认LGBT权利。沙特阿拉伯的刑法典源于伊斯蘭教法、七世纪的古兰经以及在聖行中精心保存的鲁特、穆罕默德的先知教义。同性戀和变性在国内被广泛视为不道德和不雅行为，而违者将会被法律判以死刑、罚款、公开鞭打、殴打、酷刑、私刑处决、化学阉割、無期徒刑和驱逐出境。

## 同性性行为的合法性

### 刑法
沙特阿拉伯没有成文刑法典，主要法律来源为伊斯蘭教法，其源自古兰经和聖行中鲁特、穆罕默德的传统、伊制玛尔和格雅斯——适用于古兰经、圣训和伊制玛尔原则的类比推理。法官将他们对伊斯兰教法的个人解释应用于任何特定案件（伊智提哈德），且不受任何先前决定的约束，因此即使在看似相同的案件中有时也会产生不同的判决。此外，政府还颁布了皇家法令和政府法规。近年來在改革派不斷呼籲訂立成文法之下，國內似乎也出現一股欲將沙國民刑法編纂、出版甚至翻譯成典的風潮。然而，伊斯兰教法的传统解释是它禁止同性恋行为（如齐纳或非法性交），特别是鸡奸（liwat），但对惩罚从无罪（hanafi）到死刑有不同意见。

1928年，沙特司法委员会建议伊斯兰法官在汉巴里法学派的法学家Marʿī ibn Yūsuf al-Karmī al-Maqdisī（d.1033/1624）的两本书中寻求指导。Liwat（鸡奸）：
被视为通奸，必须以同样的方式受到惩罚。如果muḥṣan【通常翻译为“通奸者”，但以往有过合法性交，目前可能已婚或未婚的人】并且自由【不是奴隶】，则必须用石头砸死这个人，而自由的单身汉必须被处以100鞭，并被流放一年。
鸡奸需肇事者四次供认或四名可信赖的穆斯林男子的证词证明他们是该行为的目击者。如果证人少于四人，或者一个人不正直，那么就以诽谤为由处以八十鞭。 
20世纪80年代，沙特国王哈立德颁布了多项王室法令，旨在于1979年宗教极端分子起义（被称为麦加禁寺围困事件）之后获得宗教原教旨主义者的支持。
《逮捕、临时拘留和预防性拘留条例》将同性恋列入刑法典，将其列为应予逮捕和拘留的罪行。除了执法之外，第二皇家法令正式成立劝善惩恶协会，并赋予该委员会逮捕和拘留违反伊斯兰教传统教义的人的权力，包括同性恋行为和变装。打击同性恋是劝善惩恶协会的主要目标之一，以及反对饮酒和巫术运动。
2013年9月，海湾阿拉伯国家合作委员会同意讨论一项提议，即建立某种形式的未知测试，以禁止外国同性恋者进入其委员会中的任何国家。但由于担心卡塔尔主办的2022年國際足協世界盃中若决定对足球迷进行同性恋强制性筛查，将不可避免地引发全球争议，官员们只好放弃了该计划，并声称这只是一个提议。 

### 刑事诉讼

#### 案例
2000年，沙特政府报告称，因从事变装和同性恋，9名沙特男子被判处长期监禁，并受到鞭打。同年，政府处决了三名猥亵儿童的也门同性恋男工。 
2001年，沙特教师兼编剧人穆罕默德·苏海米被指控宣扬同性恋，并在审判中被判入狱。2006年，他获赦免并被获准恢复教学。 
2005年5月，政府以同性恋相关罪名逮捕了92名男子，他们被判处罚款、数月监禁和鞭笞不等的刑罚。同年11月7日，利雅德警方突袭了在卡提夫举行的被沙特媒体称为“男同性恋选美比赛”活动，因组织这次活动而被捕的五名男子的下落不得而知。 
非法居住在沙特阿拉伯的人经常被指控犯有其他罪行，包括非法毒品、色情、卖淫及同性恋。据报道，2004—2005年发生了几次此类警察突袭行动。2008年的一次类似突袭行动中，一些菲律宾工人因酗酒和同性恋卖淫而被逮捕，阿拉伯新聞关于逮捕的报导文章中称“中东国家不承认同性恋权利，禁止发布任何宣传同性恋的材料”。 
来自人权组织的国际抗议促使沙特阿拉伯驻华盛顿特区大使馆内的一些沙特官员暗示，沙特政府只会在某人被判犯有猥亵儿童、强奸、性侵犯、谋杀或从事其他罪行时使用死刑，但此举被认为是一种政治宣传形式。 
2010年，沙特·本·阿卜杜勒·阿齐兹·本·纳赛尔·沙特王子因在倫敦地標酒店的套房内謀殺其仆人班达尔·阿卜杜勒，而被中央刑事法院判决有罪。在审判期间，王子据称在谋杀前接受了“性按摩”，和阿卜杜勒有性关系。检察官指控王子对其仆人进行了性虐待和身体虐待，且为其他男人有偿提供了性服务，王子最终被判处无期徒刑。2013年3月，他获准返回沙特阿拉伯，在沙特监狱服完余下的刑期。根据英国和沙特阿拉伯之间的协议，他必须至少服刑20年才能获释。 
2011—2012年，沙特报纸欧卡兹报宣布，政府在一年内逮捕了超过260名同性恋犯罪者。官方报道称这些男子因变装、化女士妆并试图勾搭其他男子而被逮捕。
阿里·艾哈迈德·阿塞里，一名沙特阿拉伯同性恋外交官，声称沙特政府发现了他的性取向且持不同政见而在美国申请庇护。
2014年，一名24岁的沙特阿拉伯男子因使用Twitter与男性安排约会，被麦地那法院裁定犯有“宣扬同性恋恶俗和行为”，被判处3年监禁和450次鞭笞。 
2019年10月13日，沙特当局逮捕了一名23岁的国民Suhail al-Jameel，因其在社交媒体上张贴了一张他穿着短裤于海滩的照片。他是沙特阿拉伯的男同性恋社交媒体人物，其在Snapchat及Twitter上公开了他的性取向。他在Snapchat上写道，他因在网上分享裸露内容而被捕。不久之后，粉丝们开始在Twitter上使用#freesuhail标签来声援他。 
2020年7月28日，因也门博主穆罕默德·博卡里在Twitter上发帖支持同性关系中之人享有平等权利，沙特法院判处其为期10个月的监禁，并处罚款10000里亚尔，随后被驱逐出境。

## 对同性关系的承认
沙特阿拉伯政府不承认、允许或批准同性婚姻、家庭伴侣关系或民事結合行为。

## 性别认同
沙特政府禁止变装和变性行为，并判定其为违法行为。对变装的刑事制裁往往与同性恋相同，即鞭笞、罚款、监禁、死刑，以及适用于外国人的驱逐出境。 沙特政府不允许在该国进行变性手术，也不允许人们改变法律文件中的性别。
2017年，两名跨性別巴基斯坦人据称被沙特警察“装在麻袋里，用棍棒殴打并折磨致死”。 然而，沙特阿拉伯内政部的一份声明称，这些报道“完全错误，并没有人受到酷刑”。
持有变性人或跨性别人士身份证的人不得前往麦加朝圣。

## 生存现状

### 歧视和骚扰
沙特阿拉伯有禁止基于性别的歧视的法律，但不保护性取向。任何以偏见为动机或仇恨犯罪的法律均不涉及针对LGBT人群的骚扰或暴力行为，且在沙特阿拉伯宣扬LGBT权利是违法行为。出入境签证文件不会询问人们的性取向，而是询问他们的國籍、性别、宗教和婚姻状况。2011年，效力于沙特希拉爾足球俱樂部的罗马尼亚足球运动员米雷爾·拉多伊称一名为艾納斯足球會效力的沙特阿拉伯足球运动员侯塞因·苏莱曼尼为同性恋后，被罚款20000沙特里亚尔并停赛两场。意在侮辱的公开言论引起了极大的争议，并被沙特媒体争相报道，而侯塞因·苏莱曼尼在随后的比赛后拒绝与米雷尔·拉多伊握手。 

### 教育
沙特阿拉伯的公共教育根据对古兰经的解释来教授基本的伊斯兰价值观，其中包括强烈谴责同性恋与谴责变装。教育部批准了反对同性恋行为的伊斯兰教文化观点的教科书，指出“同性恋是最令人作呕的罪孽和最大的罪行之一”，对故意同性恋行为的适当惩罚公开为死刑。然而，2020年，教育部被发现已从教科书中删除了对同性恋的谴责。 
2012年，沙特政府要求劝善惩恶协会协助驱逐因举止和时尚品味而被判定为男同性恋或女同性恋的学生。
沙特阿拉伯的私立学校主要是为了满足有孩子的外籍人士需求，并且通常允许他们在制定自己的学校课程和政策方面拥有更大的自由裁量权。除非大多数外籍家庭是穆斯林，否则私立学校很可能只通过有关沙特阿拉伯文化、语言和历史的课程及教授伊斯兰教的基本信仰。关于同性恋或易装的教科书内容或政策往往会受到外籍人士及其原籍国的普遍态度影响。

### 审查制度
沙特政府对媒体进行审查，对任何未经政府批准拥有、进口、分发或制作媒体的人处以罚款、监禁和（对外国人）驱逐出境。包括广告在内的媒体内容不能侮辱王室或与伊斯兰教义和价值观相冲突。而纸质新闻媒体通过犯罪事件、艾滋病大流行或暗示西方颓废的新闻报道来报导同性恋和变装问题，且不允许对LGBT权利进行背书。 
沙特阿拉伯广播和电视节目被禁止表达对LGBT权利的支持，但如果强化反对立场和偏见，就可以讨论同性恋和变装问题。而电话电视节目可能会讨论同性恋的不道德或“疾病”，或如罗马尼亚出生的足球运动员米雷爾·拉多伊的情况，报道可能集中在名人身上，以暗示一个虚假的侮辱。 
自2018年以来，政府允许公共电影院存在，但电影或是许多零售店购买的DVD也受到审查。LGBT主题片段通常是从电影中删减的因素之一，海关人员也会保留一份不允许带入沙特阿拉伯的电影或电视节目的清单。
政府对互联网的监管通常依照《反网络犯罪皇家法令》（2007年）第6条：禁止创建、分发或访问政府认定为色情或违反宗教价值观、公共道德、威胁公共健康、安全或秩序的网络内容或网页。 
沙特政府经常阻止该国的互联网用户访问表示支持LGBT权利的网页或其他在线内容，而对互联网的限制也延伸到博客、社交媒体和串流网站。
2010年，一名27岁的沙特男子在网上发布了一段自己的滑稽视频，其中他讨论流行文化、炫耀自己的胸毛并与摄像师调情，被政府指控为同性戀并冒充警察。他被判处一年有期徒刑，鞭打1000下，并处以5000里亚尔的罚款。
2020年4月8日，也门博主兼活动家穆罕默德·博卡里因于沙特阿拉伯在社交媒体上发布一段谈论LGBTQ平等权利的视频而被捕，人权观察敦促沙特当局立即释放这位博主。维权人士在视频中回应了社交媒体的询问，他说“每个人都有权利，应该能够自由地行使这些权利，包括同性恋者”。
据沙特国营电视频道Al Ekhbariya报道，在沙特首都利雅得的商店检查行动中，政府官员没收了彩虹色的服装、产品、玩具等物品。官员们声称，2022年6月的行动旨在遏制该国直接和间接宣传同性恋的行为。沙特阿拉伯商务部一位不愿透露姓名的官员声称，他们正在寻找“违反伊斯兰教规则和公共道德的口号，例如针对年轻一代的同性恋宣传”，而检查行动中查获的物品包括儿童发饰、背包、铅笔盒和蜡笔包上的彩虹条纹。当被问及沙特当局的评论时，沙特当局未给出任何回应。2021年12月，邻国卡塔尔当局进行了类似的检查。 

### 俱乐部和协会
俱乐部、慈善机构和政治协会需要得到政府的许可才能开设，且不会授予任何支持LGBT权利甚至试图充当LGBT社区社交俱乐部的组织。

## 艾滋病
沙特阿拉伯境内没有阻止艾滋病在LGBT人群中传播的计划。根据法律，所有感染艾滋病的沙特公民都有权获得免费医疗、隐私保护和就业机会。自20世纪80年代以来，政府制作了有关该疾病如何传播的教育材料，而专门研究大流行病的沙特医生Abdullah al-Hokail已获准在电视上播放有关该疾病及其传播方式的公共服务公告。然而，针对患有这种疾病的人往往是无知、恐惧和偏见。虽然政府指定了几家医院来治疗那些感染了艾滋病的人，但其他医院往往拒绝照顾这些人，或者不以同情、人道的方式对待他们。由于强烈的禁忌和对病毒传播方式的污名，医院和学校通常不愿发布有关该疾病的政府信息。例如，避孕套是合法的，但除了某些医院或医疗用品商店外，它们很少在其他地方买到。

### 20世纪90年代
在20世纪90年代后期，沙特政府开始慢慢加强关于艾滋病的公共教育运动。它开始承认世界艾滋病日，并允许阿拉伯文和英文日报发表文章和观点，表达艾滋病更多教育和对感染者更多同情的必要性。居住在该国的感染人数是一个严格保密的数字，但由于沙特人遵循传统的伊斯兰道德原则，官方政策通常认为这种疾病在国内不是一个严重的问题。

### 2003年
2003年，政府宣布国内艾滋病感染病例6787例，2004年则上升到7808例。政府统计数据称，大部分登记病例是通过“禁止”性关系感染该病的外国男性。

### 2006年
2006年6月，卫生部公开承认有10000多名沙特公民患有艾滋病。2006年12月，《阿拉伯新闻》发表社论，呼吁提高公众对病毒传播方式的认识，并对感染者给予更多同情。同年，一位名叫Rami al-Harithi的沙特公民透露，他在接受手术时感染了艾滋病，并已成为教育的官方支持者，对感染者表示同情。沙特公主Alia bint Abdullah参与了沙特艾滋病协会，该协会于2006年12月获准举办公共慈善艺术品拍卖，随后讨论了该疾病如何影响包括两名感染艾滋病毒的沙特人在内的王国。该活动是在由Sana Filimban博士主持的沙特国家抗击艾滋病计划的帮助下组织的。

### 2007年
2007年1月，阿卜杜勒-阿齊茲國王大學的一位沙特经济学教授获准对少数沙特大学的学生进行有关大流行病教育水平的调查。虽然有关艾滋病教育的大部分工作得到了沙特王室成员或医生的支持，但人们仍试图获得许可以建立一些独立的艾滋病协会，其中有一家被称为Al-Husna Society的协会努力帮助感染该疾病的人找到工作、家庭教育，并努力消除感染者面临的偏见。2007年，政府资助的组织国家人权协会发表了一份文件，提出了改善该病患者治疗方法的建议。拟议的《人权法案》文件被人权观察批评为涉嫌破坏人权和全球抗击大流行的努力。 

### 外国人与艾滋病
申请工作签证的外国人必须证明他们在进入该国之前没有感染病毒，并且必须在抵达后在政府认可的实验室接受检测。在获得他们的第一个工作许可证前，他们还需要在更新居留或工作许可证之前进行二次测试，任何被发现感染的外国人将在被认为适合旅行后立即驱逐回原籍国。

## 汇总表
| 同性性行为                                       | 死刑、罚款、公开鞭打、殴打、酷刑、私刑处决 、化学阉割、终身监禁 和驱逐出境 |  |
| 性同意年龄相同                                   | No                                                                         |  |
| 就业反歧视法                                     | No                                                                         |  |
| 提供商品和服务的反歧视法                         | No                                                                         |  |
| 所有其他领域的反歧视法（包括间接歧视、仇恨言论） | No                                                                         |  |
| 同性婚姻                                         | No                                                                         |  |
| 承认同性伴侣                                     | No                                                                         |  |
| 同性伴侣收养继子                                 | No                                                                         |  |
| 同性伴侣共同收养                                 | No                                                                         |  |
| LGBT允许在军队中公开服役                         | No                                                                         |  |
| 改变法定性别的权利                               | （伊斯兰教法禁止变装）                                                     |  |
| 为女同性恋者提供体外受精                         | No                                                                         |  |
| 转换疗法                                         | No                                                                         |  |
| 男同性恋伴侣的商业代孕                           | No                                                                         |  |
| 男男性行为者允许献血                             | No                                                                         |  |